# Radio Australie

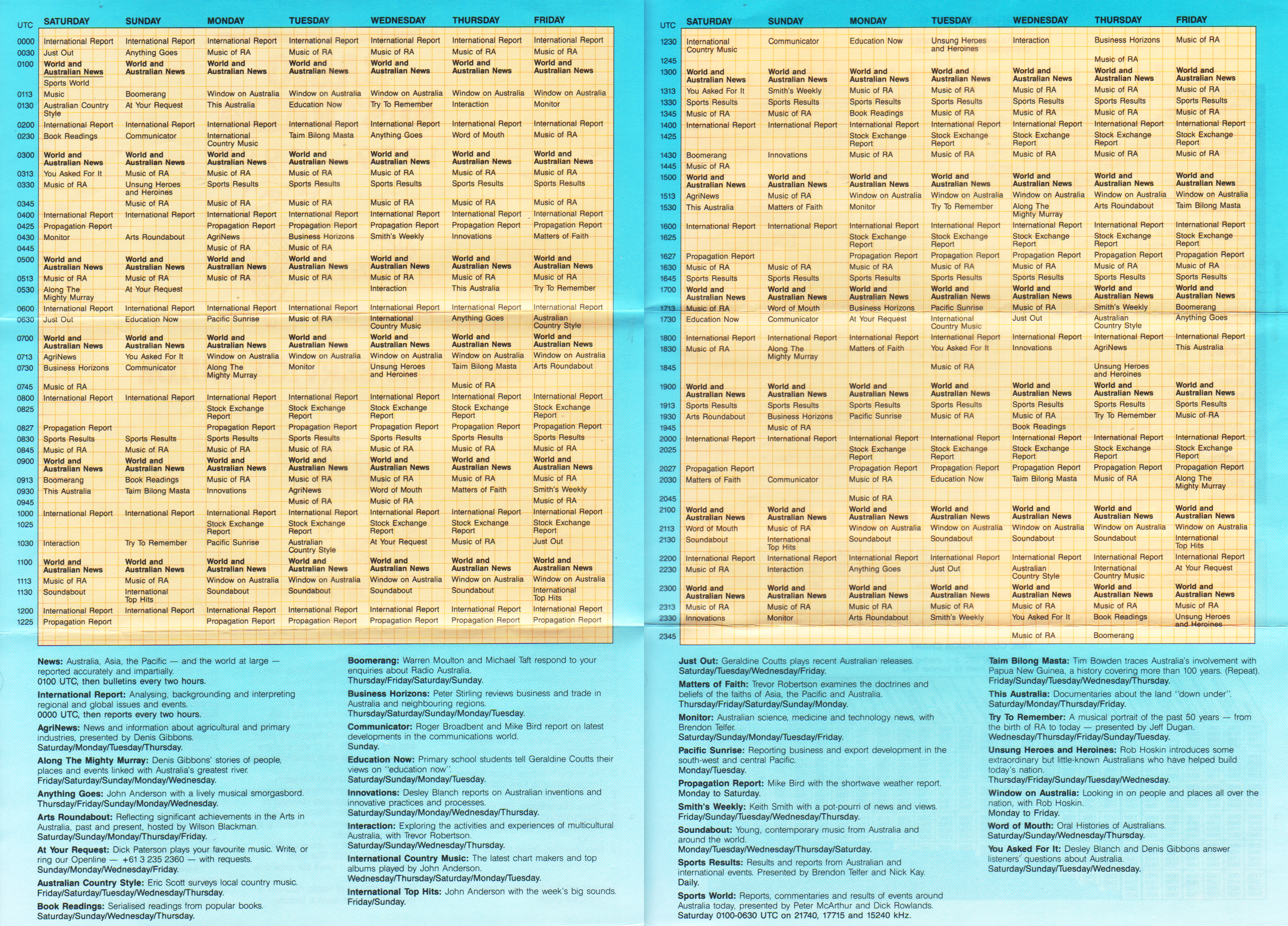
Calendrier de Radio Australie datant du 1er janvier 1989.

Radio Australie est le service de radiodiffusion extérieure de l'Australian Broadcasting Corporation (ABC), diffuseur public de l'Australie. Avec ABC Asia Pacific Television elle fait partie de la division internationale de l'ABC. En 2005 - 2006, elle diffuse 255 heures de programmes hebdomadaires.
Radio Australie est depuis quelques années disponible par Internet.

## Diffusion

### Moyens
Radio Australie diffuse en ondes courtes, en FM, par satellite et par la reprise de ses programmes effectuée par d'autres stations.

### Zones de diffusion
Radio Australie diffuse ses programmes vers l'Asie et le Pacifique en plusieurs langues : anglais, mandarin, vietnamien, indonésien, khmer et tok pisin (une langue parlée en Papouasie-Nouvelle-Guinée). Un bulletin quotidien d'information en français appelé 24 heures dans le Pacifique est diffusé par baladodiffusion et par reprise de radios de Nouvelle-Calédonie, de Vanuatu et de Tahiti. Il arrive que ses émissions soient reçues en Europe.
Une loi australienne du début des années 60 fait obligation à ABC Radio Australia de limiter sa diffusion à la sphère océanienne et asiatique, et donc de fait, interdit une diffusion mondiale. Mais les axes d'émission font que les émissions débordent naturellement et peuvent être reçues en Afrique et en Amérique.